# Order Królowej Tamary (2009)

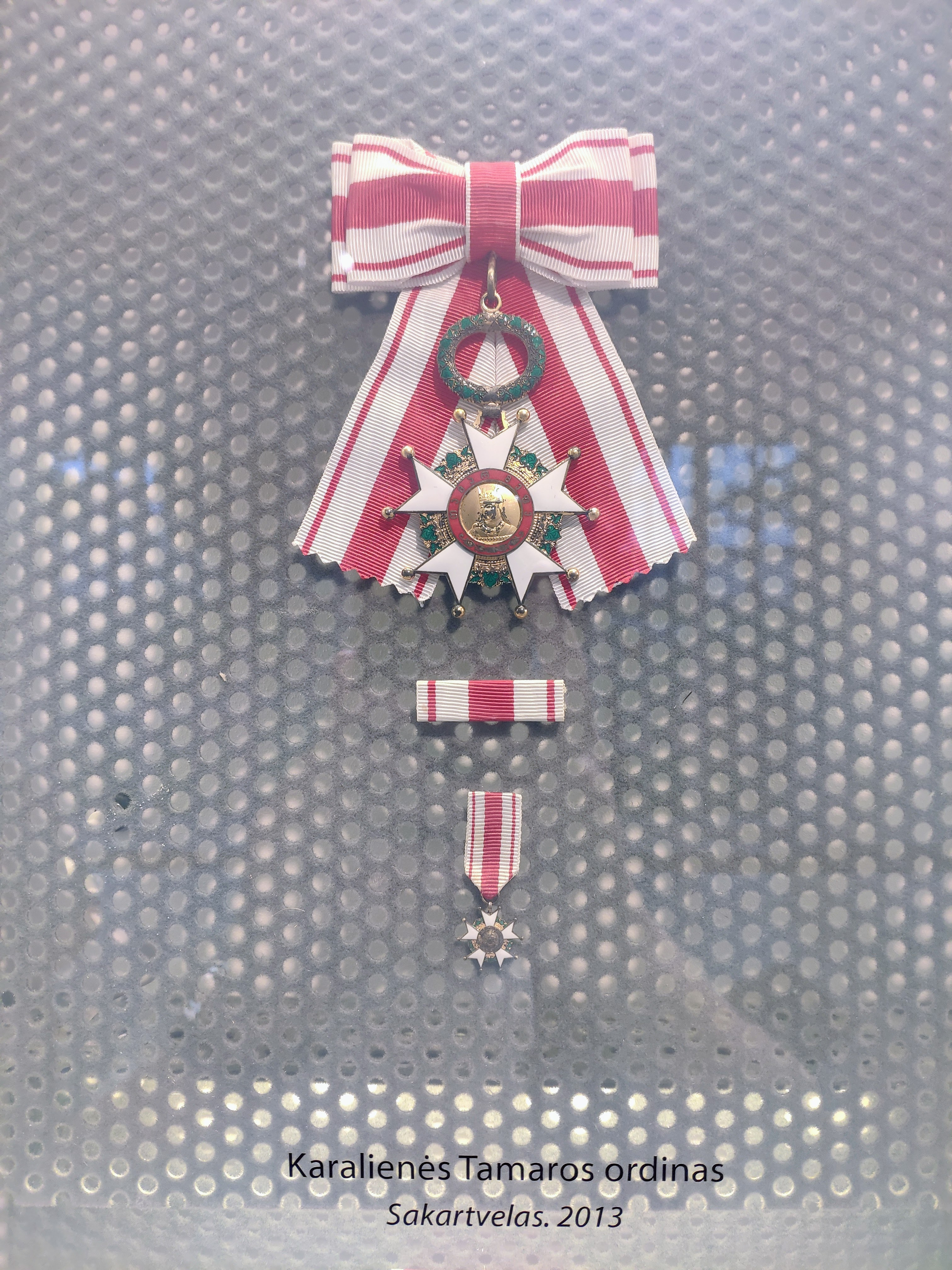
Pełne insygnia orderu, baretka oraz miniaturka

Order Królowej Tamary (gruz. თამარ მეფის ორდენი) – gruzińskie odznaczenie państwowe (order kobiecy) ustanowione decyzją Parlamentu Gruzji nr 1553 z 31 lipca 2009 roku w celu nagradzania Gruzinek oraz obywatelek innych państw za wybitne zasługi dla narodu i państwa gruzińskiego.

## Statut
Order Królowej Tamary przyznawany jest wyłącznie kobietom za wybitne zasługi dla narodu i ojczyzny oraz za wybitną działalność państwową i publiczną.
Order został nazwany na cześć królowej Gruzji Tamar. Pierwsze wręczenie orderu odbyło się 2 września 2011 roku, otrzymała go słynna gruzińska sopranistka Lamara Czkonia.

## Opis
Order Królowej Tamar to 100-gramowa pięcioramienna gwiazda wykonana ze złota próby 585. Order i jego projekt zostały wykonane w Mennicy Litewskiej.
Na awersie ramiona gwiazdy są emaliowane na biało, ze złotymi obramowaniami i kulistymi zwieńczeniami. W centrum umieszczono złoty medalion z płaskorzeźbionym portretem królowej Tamar, wokół którego znajduje się czerwony okrąg z napisem: „Królowa Tamar”. Bezpośrednio pod portretem umieszczono ornamentowe zdobienie. Pomiędzy ramionami gwiazdy znajdują się złote wypełnienia zwieńczone zielonymi liśćmi pokrytymi emalią. Gwiazda jest połączona za pomocą ruchomego łącznika ze złoto-zielonym owalnym pierścieniem, który jest z kolei sztywno połączony z zawieszką za pomocą oczka.
Rewers orderu przedstawia płaskorzeźbiony herb Gruzji w centrum, na złotym tle. Wokół herbu znajduje się okrąg, który jest zdobiony ornamentami. Wstęga orderu składa się z równoległych pasów w gruzińskich barwach narodowych: czerwony pośrodku, następnie szerokie białe, wąskie czerwone i wąskie białe na zewnątrz.